# Mel Smith
Melvin Kenneth "Mel" Smith (Chiswick, Londen, 3 december 1952 – Londen, 19 juli 2013) was een Brits komiek, schrijver, acteur, regisseur en producent. Hij werd vooral bekend door de ook in Nederland en België uitgezonden satirische series Not the Nine O'Clock News en Alas Smith and Jones, waarin hij samen speelde met Griff Rhys Jones, met wie hij een comedyduo vormde.

## Opleiding en carrière
Smiths vader was eigenaar van een groentewinkel in Chiswick. De familie woonde boven de winkel, waar Smith werd geboren en opgroeide. Hij volgde de basisschool in Chiswick en de middelbare school in Hammersmith. Zijn universitaire opleiding voltooide hij aan de Universiteit van Oxford.
Tijdens zijn studie aan Oxford regisseerde hij The Tempest, een stuk van Shakespeare. Dit leidde ertoe dat hij toetrad tot het productieteam van het Royal Court Theatre in Londen (Kensington) en vervolgens tot dat van Bristol Old Vic, een toneelgroep in Bristol. Ook was hij gedurende twee jaar mededirecteur van het Crucible Theatre in Sheffield. Eveneens tijdens zijn studie werd Smith gevraagd door John Lloyd om mee te werken aan een nog te schrijven satirische serie, Not the Nine O'Clock News. Smith ging akkoord en vroeg (en kreeg) £100 per aflevering. Hierna volgde de satirische serie Alas Smith and Jones, waarin hij samen met Griff Rhys Jones speelde. De titel was een woordgrapje op de oudere Amerikaanse televisieserie Alias Smith and Jones.
Op 13 juli 1985 was Smith te zien op het podium van Live Aid waar hij, samen met Rhys Jones, de band Queen aankondigde.
In 1987 was hij samen met Kim Wilde, die eigenlijk ook Smith heet, te zien in de kerstclip "Rockin' Around the Christmas Tree", als het duo Mel & Kim, niet te verwarren met het uit de Appleby-zussen bestaande popduo Mel & Kim.
Op 19 juli 2013 overleed Smith thuis aan een hartaanval.

## Televisiewerk

### Acteur
- Not the Nine O'Clock News (1979)
- Smith and Goody (1980)
- Fundamental Frolics (1981)
- Alas Smith and Jones (1982)
- Weekend in Wallop (1984)
- Comedians Do It on Stage (1986)
- The Home-made Xmas Video (1987)
- The World According to Smith and Jones (1987)
- Colin's Sandwich (1988)
- Smith and Jones (1989)
- Wilt (1989)
- Amnesty International's Big 30 (1991)
- Comic Relief (1991)
- The Night of Comic Relief (1995)
- A Gala Comedy Hour (Best of the Prince's Trust) (1996)
- The Smith and Jones Sketchbook (2005)
- The Sittaford Mystery, een aflevering van Agatha Christie's Marple (2006)
- Hustle (2006)
- Celebrity Mastermind (2008)
- Rock & Chips  (2 afleveringen, 2010–2011)

### Schrijver
- Not the Nine O'Clock News (1979)
- Smith and Goody (1980)
- Fundamental Frolics (1981)
- Alas Smith and Jones (1982)
- Weekend in Wallop (1984)
- Comedians Do It on Stage (1986)
- Smith and Jones (1989)
- Amnesty International's Big 30 (1991)
- A Gala Comedy Hour (Best of the Prince's Trust) (1996)

### Producent
- Too Much Sun (2000)

## Film

### Regisseur
- The Tall Guy (1989)
- Radioland Murders (1994)
- Bean (1997)
- High Heels and Low Lifes (2001)
- Blackball (2003)

### Acteur
- Babylon (1980) - Alan
- Bullshot (1983) - Crouch
- Slayground (1983) - Terry Abbatt
- Minder (1984) - Cyril Ash
- Restless Natives (1985) - Pyle
- The Supergrass (1985)
- Morons from Outer Space (1985) - Bernard; Smith schreef het script samen met Griff Rhys Jones
- National Lampoon's European Vacation (1985) - London Hotel-receptionist
- The Princess Bride (1987) - Albino
- The Wolves of Willoughby Chase (1988) - Mr. Grimshaw
- Wilt (from a novel by Tom Sharpe) (1989) - Inspector Flint
- Brain Donors (ook bekend als Lame Ducks) (1992) - Rocco Melonchek
- Twelfth Night: Or What You Will (1996) - Sir Toby Belch